# Trisetaria
Trisetaria Forssk., 1775 è un genere di piante angiosperme monocotiledoni appartenente alla famiglia delle Poacee (o Gramineae, nom. cons.).

## Etimologia
Il nome del genere deriva da due parole greche "tria" (= tre) e "seta" (= setola) e fa riferimento alla parte terminale del lemma formato da tre setole.
Il nome scientifico di questo genere è stato proposto dall'esploratore, filosofo e naturalista svedese Pehr Forsskål (Helsinki, 11 gennaio 1732 – Yarim, 11 luglio 1763)  nella pubblicazione "Flora Aegyptiaco-Arabica. Sive Descriptiones Plantarum, Quas per Aegyptum Inferiorem et Arabium Felicem Detexit, Illustravit Petrus Forskal. Prof. Haun. Post Mortem Auctoris editit Carsten Niebuhr. Accedit Tabula Arabiae Felicis Geographico-Botanica. Hauniae" (Fl. Aegypt.-Arab. 27) del 1775.

## Descrizione

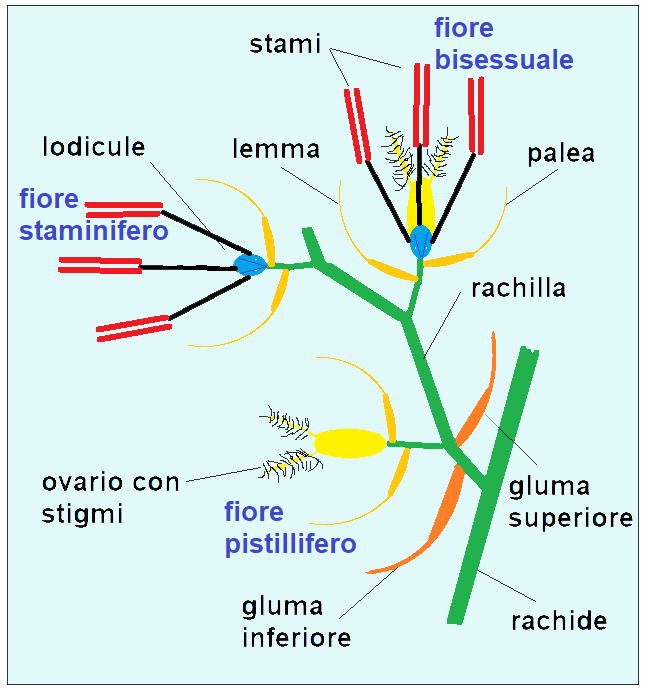
Spighetta generica con tre fiori diversi

### Portamento
Il portamento delle specie di questo gruppo in genere è cespitoso, rizomatoso o stolonifero con cicli biologici annuali (nella maggior parte delle specie) o perenni. I culmi possono essere ramificati.

### Foglie
Le foglie lungo il culmo sono disposte in modo alterno, sono distiche e si originano dai vari nodi. Sono composte da una guaina, una ligula e una lamina. Le venature sono parallelinervie. Possono essere presenti dei pseudopiccioli.
- Guaina: la guaina è abbracciante il fusto.
- Ligula: le ligule sono membranosa; la membrana è sfrangiata oppure termina con una frangia di peli.
- Lamina: la lamina ha delle forme generalmente piatte o convolute.

### Infiorescenza
Infiorescenza principale (sinfiorescenza o semplicemente spiga): le infiorescenze, ascellari e terminali, in genere non sono ramificate (o con rami primari non ramificati, o rami primari ramificati formanti rami di ordine superiore) e sono formate da alcune spighette ed hanno la forma di una pannocchia.
- Infiorescenza secondaria (o spighetta): le spighette, compresse lateralmente o dorsiventralmente, sottese da due brattee distiche e strettamente sovrapposte chiamate glume (inferiore e superiore), sono formate da 2 a 7 (fino a 11) fiori. Possono essere presenti dei fiori sterili; in questo caso sono in posizione distale rispetto a quelli fertili. Alla base di ogni fiore sono presenti due brattee: la palea e il lemma. La disarticolazione avviene con la rottura della rachilla sopra o sotto le glume. L'estensione della rachilla, glabra o pubescente, è presente (talvolta termina con un fiore ridotto).
- Glume: le glume, con apici ottusi e mucronati, sono membranose eventualmente con bordi ialini, con o senza barbe; possono essere più corte o più lunghe dei fiori; sono più o meno carenate. Le nervature sono 3.
- Palea: la palea, eventualmente carenata (o bicarenata), è membranosa con o senza barbe.
- Lemma: il lemma è membranoso eventualmente con bordi ialini o precisi, con o senza barbe; l'apice può essere intero o con 2 denti o più setole. Le nervature sono 5.

### Fiori
I fiori fertili sono attinomorfi formati da 3 verticilli: perianzio ridotto, androceo  e gineceo.
- Formula fiorale:[5]

*, P 2, A (1-)3(-6), G (2–3) supero, cariosside.
- Il perianzio è ridotto e formato da due lodicule, delle squame traslucide, poco visibili (forse relitto di un verticillo di 3 sepali). Le lodicule hanno una consistenza carnosa.

- L'androceo è composto da 3 stami ognuno con un breve filamento libero, una antera sagittata e due teche. Le antere sono basifisse con deiscenza laterale. Il polline è monoporato.

- Il gineceo è composto da 3-(2) carpelli connati formanti un ovario supero. L'ovario, glabro (o pubescente), ha un solo loculo con un solo ovulo subapicale (o quasi basale). L'ovulo è anfitropo e semianatropo e tenuinucellato o crassinucellato. Lo stilo, breve, è unico con due stigmi in genere piumosi.

### Frutti
I frutti sono del tipo cariosside, ossia sono dei piccoli chicchi indeiscenti, con forme ovoidali, nei quali il pericarpo è formato da una sottile parete che circonda il singolo seme. In particolare il pericarpo è fuso al seme ed è aderente. L'endocarpo non è indurito (l'endosperma può essere liquido) e l'ilo è puntiforme. L'embrione è provvisto quasi sempre di epiblasto ha un solo cotiledone (allungato) altamente modificato (scutello con fessura) in posizione laterale. I margini embrionali della foglia si sovrappongono.

## Biologia
Come gran parte delle Poaceae, le specie di questo genere si riproducono per impollinazione anemogama; gli stigmi più o meno piumosi sono una caratteristica importante per catturare meglio il polline aereo. 
La dispersione dei semi avviene inizialmente a opera del vento (dispersione anemocora) e una volta giunti a terra grazie all'azione di insetti come le formiche (mirmecoria).

## Distribuzione e habitat
La distribuzione delle specie di questo genere è essenzialmente Mediterranea con un'espansione verso l'Asia occidentale (fino all'India e il Caucaso).

### Specie della zona alpina
Delle 4 specie spontanee della flora italiana una sola vegeta sull'arco alpino. La tabella seguente mette in evidenza alcuni dati relativi all'habitat, al substrato e alla distribuzione della specie alpina.
| Specie              | Trisetaria loeflingiana (L.) Paunero                                                                    |
| Comunità vegetale   | comunità pioniere a terofite e succulente                                                               |
| Piani vegetazionali | collinare e in parte quello montano (oltre a quello planiziale)                                         |
| Substrato           | calcareo                                                                                                |
| pH                  | basico                                                                                                  |
| Livello trofico     | basso                                                                                                   |
| H2O                 | arido                                                                                                   |
| Ambienti            | ruderali, scarpate, sabbiosi, affioramenti rocciosi e praterie rase dal piano collinare a quello alpino |
| Zona alpina         | province di Torino e Aosta                                                                              |

## Tassonomia
La famiglia delle Poacee comprende circa 800 generi e oltre 9.000 specie. È una delle famiglie più numerose e più importanti del gruppo delle monocotiledoni. La famiglia è suddivisa in 12 sottofamiglie, il genere Trisetaria  fa parte della sottofamiglia Pooideae, tribù Poeae, sottotribù Aveninae.

### Specie
Elenco delle specie del genere (per quelle euro-mediterranee è indicata la distribuzione).
- Trisetaria aurea (Ten.) Pignatti ex Dogan, 1977 - Distribuzione: Italia, Francia, Grecia e Anatolia
- Trisetaria chaudharyana H.Scholz, 1991 - Distribuzione: Arabia
- Trisetaria dufourei (Boiss. & Reut.) Paunero, 1950 - Distribuzione: Penisola Iberica
- Trisetaria glumacea  (Boiss.) Maire, 1939 - Distribuzione: Asia mediterranea e Africa mediterranea orientale
- Trisetaria koelerioides  (Bornm. & Hack.) Melderis, 1952 - Distribuzione: Asia mediterranea
- Trisetaria lapalmae H.Scholz
- Trisetaria linearis  Forssk., 1775 - Distribuzione: Transcaucasia, Asia mediterranea e Africa mediterranea orientale
- Trisetaria loeflingiana  (L.) Paunero, 1950 - Distribuzione: Europa occidentale, Caucaso, Anatolia e Magreb
- Trisetaria macrochaeta  (Boiss.) Maire, 1942 - Distribuzione: Spagna e Africa mediterranea orientale
- Trisetaria nitida  (Desf.) Maire, 1942 - Distribuzione: Algeria
- Trisetaria ovata  (Pers.) Paunero, 1950 - Distribuzione: Penisola Iberica
- Trisetaria panicea  (Lam.) Paunero, 1950 - Distribuzione: Mediterraneo occidentale
- Trisetaria parviflora  (Desf.) Maire - Distribuzione: Italia e Magreb
- Trisetaria scabriuscula  (Lag.) Paunero, 1950 - Distribuzione: Penisola Iberica
- Trisetaria vaccariana  (Maire & Weiller) Maire, 1953 - Distribuzione: Libia

#### Specie spontanee italiane
Per meglio comprendere ed individuare le varie specie del genere (solamente per le specie spontanee della flora italiana) l’elenco seguente utilizza in parte il sistema delle chiavi analitiche (vengono cioè indicate solamente quelle caratteristiche utili a distingue una specie dall'altra).
- Gruppo 1A: la pannocchia dell'infiorescenza è contratta, è densa con delle forme ovali più o meno lobata; i rami dell'infiorescenza sono eretti o eretto-patenti;

- Gruppo 2A: il lemma è glabro o brevemente pubescente alla base;

- Trisetaria panicea (Lam.) Paunero - Gramigna minore: la guaina delle foglie è villosa e la lamina (villosa) è larga 3 - 6 mm; l'altezza delle piante è di 1 - 5 dm; il ciclo biologico è annuo; la forma biologica è terofita scaposa (T scap); il tipo corologico è Steno-Mediterraneo occidentale / Macaronesico; gli habitat tipici per questa pianta sono gli incolti, le arene umide e lungo le vie; in Italia è una specie comune con una distribuzione relativa al Centro e Sud fino ad una altitudine di 600 m s.l.m..
- Trisetaria aurea (Ten.) Pignatti - Gramigna dorata: la guaina delle foglie è glabra e la lamina è pubescente e larga 1 mm; l'altezza delle piante è di 5 - 25 cm; il ciclo biologico è annuo; la forma biologica è terofita scaposa (T scap); il tipo corologico è Steno-Mediterraneo occidentale / Centro-orientale; gli habitat tipici per questa pianta sono gli incolti e lungo le vie; in Italia è una specie comune con una distribuzione relativa al Centro e Sud fino ad una altitudine di 600 m s.l.m..

- Gruppo 2B: il lemma ha dei peli basali lunghi;

- Trisetaria loeflingiana (L.) Paunero - Gramigna di Cavanilles: l'altezza delle piante è di 5 - 20 cm; il ciclo biologico è annuo; la forma biologica è terofita scaposa (T scap); il tipo corologico è Turanico (steppico); gli habitat tipici per questa pianta sono i pendii aridi; in Italia è una specie molto rara e si trova soltanto in Piemonte fino ad una altitudine compresa fra 100 e 600 m s.l.m..

- Gruppo 1B: la pannocchia dell'infiorescenza è ampia con forme piramidali; i rami inferiori dell'infiorescenza sono patenti;

- Trisetaria parviflora (Desf.) Maire - Gramigna a fiori piccoli: l'altezza delle piante è di 3 - 8 dm; il ciclo biologico è annuo; la forma biologica è terofita scaposa (T scap); il tipo corologico è Sud Ovest Mediterraneo; è una piante infestante le colture di cereali; in Italia è una specie comune e si trova soprattutto al Sud fino ad una altitudine di 600 m s.l.m..

### Filogenesi
La sottotribù Aveninae fa parte della tribù Poeae Dumort., 1824 e quindi della supertribù Poodae L. Liu, 1980. All'interno della tribù, la sottotribù Aveninae appartiene al gruppo con le sequenze dei plastidi di tipo "Poeae" (definito "Poeae chloroplast groups 1" o anche "Plastid Group 1 (Poeae-type)").
All'interno delle Aveninae si individuano due subcladi principali. Trisetaria si trova nel clade insieme ai generi Trisetum, Graphephorum, Lagurus, Sphenopholis, Trisetopsis, Tzveleviochloa, Koeleria, Avellinia e Gaudinia. La circoscrizione di questo genere sempre stata problematica e spesso in passato ha compreso anche le specie del genere Trisetum e Koeleria (oltre ad altre specie). In genere le specie di Trisetaria hanno dei cicli biologici annuali (ad esempio tutte le specie della flora spontanea italiana).
Le seguenti sono sinapomorfie relative a tutta la sottofamiglie (Pooideae):
- la fillotassi dell'inflorescenza inizialmente è a due livelli;
- le spighette sono compresse lateralmente;
- i margini embrionali della foglia non si sovrappongono;
- l'embrione è privo della fessura scutellare.